# ماری ویلسون (خواننده)
ماری ویلسون (به انگلیسی: Mary Wilson)؛ (زادهٔ ۶ مارس ۱۹۴۴ در گرینویل – درگذشته فوریهٔ ۲۰۲۱ در هندرسون) خواننده اهل ایالات متحده آمریکا و از پایه‌گذاران گروه سوپریمز بود. وی از سال ۱۹۵۹ تا ۲۰۲۱ میلادی مشغول کنش هنری بود.